# Димитър Бараков
Димитър Костадинов Бараков е български комунист и кмет на Банско.

## Биография
Роден е на 5 октомври 1888 година в град Банско. Заедно с други съмишленици основава партийна организация на БКП (т.с) в Банско. В периода 1921-1923 година е кмет на Банско. През 1923 година взема участие в Септемврийското въстание, за което е преследван от ВМРО на Иван Михайлов и от българската полиция. Арестуван и подложен на мъчения, от които умира.
Негов племенник е комунистическият деец Костадин Бараков.